# محمد فضولی
محمد بن سلیمان (۱۴۸۳–۱۵۵۶) متخلص به فضولی، شاعر سدهٔ شانزدهم بود که آثاری را به زبان مادری‌اش آذربایجانی و نیز فارسی و عربی سرود. او یکی از بزرگ‌ترین شاعران ادبیات ترکی و چهره‌ای قابل توجه هم در ادبیات آذربایجانی و هم در ادبیات عثمانی دانسته می‌شود. آثار فضولی از سدهٔ شانزدهم تا نوزدهم در سرتاسر چشم‌انداز فرهنگی ترک بسیار شناخته شد و مورد تحسین قرار گرفت، تا جایی که شهرت او به آسیای مرکزی و هند نیز رسید.
فضولی در عراق امروزی به دنیا آمد و در کودکی ادبیات، ریاضیات، نجوم و زبان را فرا گرفت. در طول زندگی، وطن او میان دولت‌های آق‌قویونلو، ایران صفوی و امپراتوری عثمانی دست به دست می‌شد. او برای مقامات هر سه امپراتوری شعر سرود و نخستین شعر شناخته‌شدهٔ خود را برای سلطان الوند از آق‌قویونلو سروده‌است. فضولی بیشتر شعرهای خود را در زمان حکومت عثمانی‌ها بر عراق سرود؛ به همین دلیل است که گاهی او را شاعر اهل عثمانی نیز می‌نامند. او در طول زندگی‌اش چند پشتیبان داشت، اما هرگز کسی را پیدا نکرد که او را کاملاً خشنود کند — همان‌طور که خودش نوشت — و تمایل او برای پیوستن به دربارِ سلطنتی هرگز محقق نشد. با وجود دلبستگی به دیدن مکان‌هایی مانند تبریز، آناتولی و هند امروزی، او هرگز به خارج از عراق رهسپار نشد. فضولی در سال ۱۵۵۶ بر اثر طاعون درگذشت و در کربلا دفن شد.
فضولی بابت آثار آذربایجانی‌اش — به‌ویژه غزل‌ها و شعر غنایی لیلی و مجنون که تفسیری از داستان خاورمیانه‌ای به همین نام است — بیشتر شناخته شده‌است. او همچنین دیوان‌هایی را به زبان‌های آذربایجانی، فارسی و شاید عربی نوشت. سبک او با «بیان شدید احساس‌ها» به شیوه متمایز و به‌کار بردن استعاره‌های عرفانی و نمادها، توصیف شده‌ است. در شعرسرایی او تأثیراتی از شاعران پارسی‌گو مانند نظامی گنجوی، جامی و حافظ و نیز شاعران آذربایجانی مانند حبیبی و عمادالدین نسیمی دیده می‌شود.
فضولی در توسعهٔ زبان آذربایجانی نقش ایفا کرد و از نوشته‌هایش به‌عنوان تعالی‌بخش شعر و زبان آذربایجانی یاد شده‌ است. آثار او را آشتی‌ساز شیوه‌های ادبی آذربایجانی، فارسی و عربی و نیز عقاید شیعه و سنی می‌دانند. او همچنان شاعر محبوبی در آذربایجان، ترکیه، ایران و عراق به‌شمار می‌رود.

## زندگی
محمد پسر سلیمان در حدود سال ۱۴۸۳ در عراق به‌دنیا آمد. در منابع معتبر از جمله مجمع‌الخواص صفحهٔ ۱۰۳ حله به عنوان محل تولد فضولی برشمرده شده‌است، اما در برخی منابع دیگر کربلا یا نجف هم آمده‌است. پدرش سلیمان بود که به حله مهاجرت کرد و قاضی آن شهر بود. «پدر فضولی بنا به گفتهٔ «صادق بیگ افشار» صاحب تذکرهٔ «مجمع الخواص» –که به زبان ازبکی نوشته شده– از ایل بیات بوده که یکی از ۲۲ طایفه مهاجر ترکان اوغوز می‌باشد.» او در حله و سپس بغداد تحصیل کرد و یکی از استادانش «ملک الشعرای حبیبی» از شاعران حروفی بود. حدود هفتاد ساله بود که در بغداد درگذشت.

## سبک‌شناسی
پیش از فضولی در ادبیات ترکی آذربایجانی شکل‌هایی چون مثنوی و غزل رواج داشت و فضولی خود یکی از غزلسرایان برجسته بود، اما «او نخستین آثار ارزندهٔ تمثیلی را در ترکی آذربایجانی آفرید (بنگ و باده- صحبت الاثمار). فضولی مانند نسیمی کوشید تا شعر ترکی را با اوزان عروضی سازگار نماید اگر چه او موفقیت چشمگیری به دست آورد ولی واقعیت این بود که ترکی با وزن هجایی سازگارتر است.»
بعضی از منتقدین ادبی سبک اشعار فارسی فضولی را نزدیک به سبک هندی و صائب تبریزی که صد سال پس از وی این سبک شعر را رواج داد می‌دانند. برخی محققین او را یکی از بزرگ‌ترین غزلسرایان جهان اسلام نامیده‌اند «بسیاری از مضامین فضولی را بعد از او در شعر شعرای نامدار مکتب اصفهان یا سبک هندی می‌بینیم.» و حتی او را «از جمله پایه‌گذاران سبک هندی» شمرده‌اند.

## تخلص فضولی
| یاران گذشته بس که کردند |  | تاراج عبارت و معانی |
| شد تنگ فضای نظم بر ما   |  | فریاد ز سبقت زمانی  |

فضولی در فارسی به دو معنا به کار می‌رفته‌است:
۱- کسی که کار بیهوده کند.
۲- آنکه بی‌جهت در امور دیگران مداخله کند.
این دو معنا دقیقاً با معنای این واژه در زبان عربی انطباق داشت. اما از حدود قرن هشتم هجری به بعد این مفهوم به «فضول» داده شد. در عوض واژه «فضول» که در عربی یعنی «زبان درازی و مداخلهٔ بیجا در کار دیگران» در فارسی «فضولی» خوانده شد؛ مثلاً حافظ می‌گوید:
«در کارخانه‌ای که رهِ عِلْم و عقل نیست
وَهْمِ ضعیفْرای فضولی چرا کند؟»
که در این‌جا فضولی به همان معنایی است که ما امروزه به کار می‌بریم، و این عکس معنای عربی این واژه است. به هر حال محمدبن سلیمان این تخلص را به معنای عربی آن به کار می‌برد یعنی: «زبان دراز و مداخله‌کننده در کاری که به او مربوط نیست»، یا به تعبیر امروزی «فضول». فضولی در مقدمه دیوان اشعارش به زبان فارسی دلیل انتخاب این تخلص عجیب را با زبانی شوخ‌طبع توضیح می‌دهد:
آخرالامر معلوم شد که یارانی که پیش از من بوده‌اند تخلصها را بیش از معانی ربوده‌اند. خیال کردم که اگر تخلص مشترک اختیار نمایم در انتساب نظم بر من حیف رود اگر مغلوب باشم و بر شریک ظلم شود اگر غالب آیم. بنابر رفع ملابست التباس «فضولی» تخلص کردم و از تشویش ستم شریکان پناه بجانب تخلص بردم و دانستم که این لقب مقبول طبع کسی نخواد افتاد که بیم شریک او بمن تشویشی نتواند داد.

## آثار

### ترکی
- دیوان اشعار ترکی.

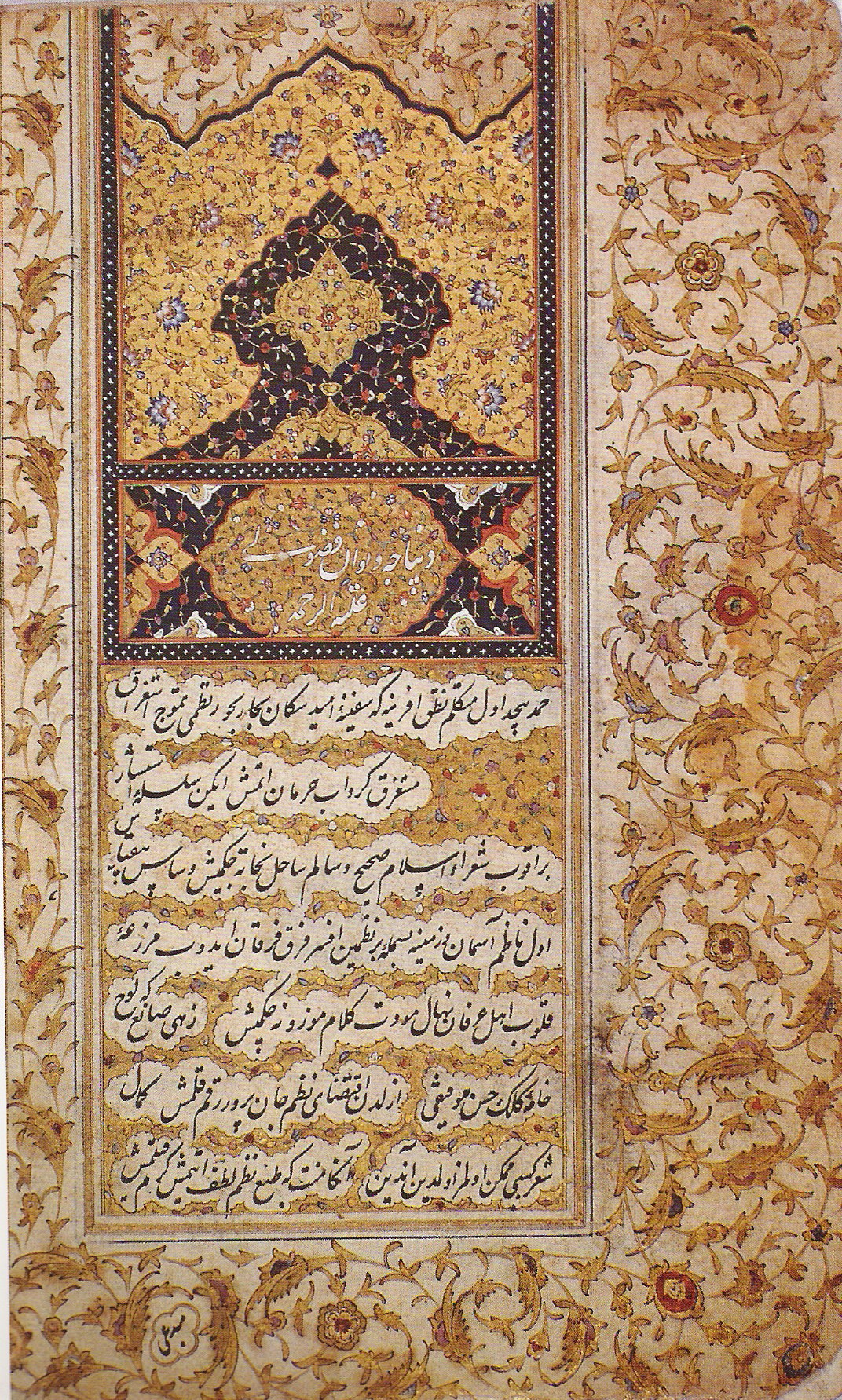
صفحه‌ای از دیباچهٔ دیوان اشعار فضولی به زبان ترکی

دیوان ترکی فضولی تاکنون چند بار در ایران، ترکیه و جمهوری آذربایجان منتشر شده‌است.
دیوان ترکی به تصحیح حمید آراسلی (باکو)، دیوان ترکی به تصحیح امین صدیقی (تهران، ۱۳۷۴) و دیوان ترکی تصحیح مژگان جونبور و دیگران (استانبول) بهترین چاپ‌های علمی دیوان ترکی هستند.
- شاه و گدا
- لیلی و مجنون
- مثنوی بنگ و باده. به شاه اسماعیل تقدیم شده‌است.
- روضه.
- حدیقة السعداء. این کتاب ترجمهٔ روضةالشهدای حسین واعظ کاشفی است.[۱۸] که بر آن مطالبی نیز افزوده‌است.[۱۹]
- صحبت الاثمار (گفتگو بین چند میوه است و یکی از نخستین کتاب‌های ادبیات کودک محسوب می‌شود)[۲۰]
- شکایت‌نامه.
- رسالهٔ معما.

### نمونه شعر ترکی
| ای خوش اول مست، کی بیلمز غمی-عالَم نه ایمیش، |  | نه چکر عالم اوچون غم، نه بیلر غم نه ایمیش |
| بیر پری سیلسیله‌ای-عشقینه دوشدوم ناگه،       |  | شیمدی بیلدیم سببی-خیلقت-آدم نه ایمیش.     |
| واعظ اوصافی-جهنم قلیر، ای اهل ورع!          |  | وار اونون مجلسینه، بیل کی جهنم نه ایمیش!  |
| اوخو کؤکسومده ئوتوپ، قالمیش ایمیش پئیکانی،  |  | آه بیلیدیم سببی-آهی-دمادم نه ایمیش!       |

ترجمه فارسی
| خّرم آن‌کس که نداند غم عالم چه بوَد |  | نه بداند غم عالم، نه که خود غم چه بوَد |
| ناگهان بندی زنجیر نگاری شده‌ام    |  | حال دانم سبب خلقت آدم چه بود          |
| گفت واعظ همه اوصاف جهنم، زاهد!   |  | باش در مجلس او، بین که جهنم چه بود    |
| تیر بر دل بزد و مانده بجا پیکانش |  | آه، دانم سبب آه دمادم چه بود          |
| ای فضولی مزه باده ساقی دانی      |  | چو کنی توبه بدانی که ریا هم چه بود    |

### فارسی
قدیمی‌ترین نسخه خطی دیوان فارسی فضولی در ۲۰ جمادی‌الاولی ۹۵۹ قمری به خط حبیب‌الله اصفهانی نوشته شده‌است. این نسخه هم‌اکنون در کتابخانه مرادیه در ترکیه نگه‌داری می‌شود. در مقدمهٔ این دیوان، فضولی با زبانی که گاه به طنز نزدیک می‌شود، شرح می‌دهد چگونه بعد از این که در سرودن شعر به عربی و ترکی مهارت پیدا کرده، اشعار پراکندهٔ فارسی سروده‌است به سرودن غزل به فارسی پرداخته‌است:
تا آنکه روزی گذارم بمکتبی افتاد، پری چهرهٔ دیدم فارسی‌نژاد، سهی سروری که حیرت نظارهٔ رفتارش الف را از حرکت انداخته بود و شوق مطالعهٔ مصحف رخسارش دیدهٔ نابینایی صاد را عین بصر ساخته بود.

چون توجه من دید از گفتهای من چند بیتی طلبید. من نیز چند بیتی از عربی و ترکی باو ادا نمودم و لطایف چند نیز از قصیده و معما برو فزودم. گفت که اینها زبان من نیست و بکار من نمی‌آید، مرا غزلهای جگر سوز عاشقانهٔ فارسی می‌باید.
هر چند اصولاً فضولی در این مقدمه با شوخ‌طبعی مسائل را بیان می‌کند و بعید نیست از سر شوخ‌طبعی این ماجرا را نقل کرده باشد اما به هر حال غزل‌های عاشقانهٔ فارسی فضولی بخش مهمی از دیوان او را تشکیل می‌دهند.
فضولی به فارسی در قالب‌های مختلف مانند قصیده، غزل، ترکیب‌بند، مقطعات، رباعی و مثنوی ساقی‌نامه شعر سروده‌است؛ اما بخش عمدهٔ دیوان او را غزل و قصیده تشکیل می‌دهد.
- دیوان شعرها
- رند و زاهد[۲۳]
- صحت و مرض
- انیس القلب
- ساقی‌نامه (هفت جام)
- روح نامه (سفرنامه روح یا حُسن و عشق)[۲۴]

| مردم این دیار را با من   |  | اثر شفقت و عنایت نیست  |
| یا در ین قوم نیست معرفتی |  | یا مرا هیچ قابلیت نیست |

### نمونه شعر فارسی
| نو خطان را دوست می‌دارد دل دیوانه‌ام    |  | من چو مجنون نیستم در عاشقی مردانه‌ام   |
| خضر می‌گویند بر سر چشمهٔ برد ست راه     |  | قطرهٔ گویا چکیده جایی از پیمانه‌ام      |
| عقل را هر لحظه تکلیفیست بر من در جهان |  | بی‌تکلف با عجب دیوانهٔ همخانه‌ام         |
| درد دل با سایه می‌گویم نمی‌یابم جواب    |  | غالباً او را بخواب انداخته افسانه‌ام    |
| متصل از درد عشق و طعنهٔ عقلم ملول      |  | می‌رسد هر دم جفا از خویش و از بیگانه‌ام |
| تا کشیده بر گلت از سنبل مشگین نقاب    |  | می‌خلد صد خار هر دم بر جگر از شانه‌ام   |
| به که بردارم فضولی رغبت از ملک جهان   |  | نیستم گنجی که باشد جای در ویرانه‌ام    |

### عربی
فضولی در مقدمه دیوان فارسی‌اش در مورد اشعار عربی‌اش گفته‌است: «باشعار عربی پرداختم و فصحای عرب را بفنون تازی فی‌الجمله محظوظ ساختم و آن بر من آسان نمود زیرا زبان مباحثهٔ علمی من بود.»
شعر
- مطلع الاعتقاد
- دیوان اشعار عربی

## نمونه اشعار
فضولی از کم‌سوادی کاتبان و از این که هنگام نوشتن اشعار دقت کمی می‌کنند و مفهوم اشعار را از بین می‌برند در رنج بوده‌است و در انتقاد به این موضوع سه شعر به ترکی، فارسی و عربی سروده‌است.
ترکی
| قلم السون اَلی اُلْ کاتب بَدْ تحریرک  |  | که فساد رقمی سوزمزی شوُرِ ایْلر      |
| گاه بیر حرف سقوطیهِ قِلْورنادری نارْ |  | گاه بیر نقطه قصوریله گوزی کورایلر |

فارسی
| باد سرگشته بسان قلم آن بی‌سروپا |  | که بود تیشهٔ بنیان معارف قلمش |
| زینت صورت لفظ است خطش لیک چسود |  | پردهٔ شاهد معنی است سواد قلمش |

عربی
| تبت یدا کاتب لولاه ما خربت  |  | معمورةأسّست بالعلم و الادبِ    |
| اَردی من الخمرفی اِفساد نسخته |  | تستظهر العیب تغییراً مِنَ العَثَب |

## یادمان فضولی
- ۱۹۰۸ - عزیر حاجی بیگف اپرایی بر اساس داستان و اشعار لیلی و مجنون فضولی نوشت.
- ۱۹۵۲ - به افتخار محمد فضولی شهر کاریاگینو در اتحاد شوروی، «فضولی» نامیده شد.
- ۱۹۵۸ - در جمهوری آذربایجان در دورهٔ اتحاد جماهیر شوروی، برای بزرگ‌داشت مقام ادبی فضولی کنفرانسی بین‌المللی برگزار شد و آثار ترکی و فارسی او در چاپ جدید منتشر گردید.
- ۱۹۹۳ تا ۱۹۹۶ - به مناسبت پانصدمین سال تولد فضولی در جمهوری آذربایجان طی سه سال مراسم و جشن‌های متعددی برپا شد. در این سال‌ها در کشورهای مختلف نیز کنگره‌ها و مراسم بزرگداشت متعددی برگزار شد. از جمله میزبانان مراسم می‌توان به ایران (تهران)، ترکیه (آنکارا)، روسیه (مسکو)، عراق (بغداد، کربلا و کرکوک)، گرجستان، قزاقستان، ازبکستان، داغستان، دربند، مخاچ‌قلعه، و دفتر مرکزی سازمان یونسکو در پاریس اشاره کرد.
- ۱۹۹۶ - روز ۸ نوامبر روز عیدملی لقب گرفت و حیدر علی‌اف رئیس‌جمهوری وقت جمهوری آذربایجان در جشن باشکوهی در کاخ رسپوبلیکا سخنرانی کرد و از فضولی به عنوان شاعر ملی آذربایجان تجلیل کرد.
- ۲۰۰۷ - در ۲۲ و ۲۳ خرداد ۱۳۸۶ همایش دو روزه فضولی‌شناسی در ارومیه برگزار شد. مرکز مطالعات و تحقیقات آذربایجان‌شناسی و دانشگاه ارومیه در استان آذربایجان غربی این همایش را برگزار کردند. «به گفته کارشناس اجرایی همایش ۵ مقاله از کشور ترکیه، ۲۹ مقاله از باکو، یک مقاله از روسیه، ۸ مقاله از جمهوری نخجوان و ۷۰ مقاله از کشور ایران به دبیرخانه واصل شده بود.»[۳۱]

| سرو را همچو قدت شیوهٔ رعنایی نیست     |  | این قدر هست که او مثل تو هرجایی نیست |
| سرو و گل تا ز قد و روی تو دیدند شکست |  | باغبانرا سرو برک چمن‌آرایی نیست       |
| همدمی چون غم او نیست دم تنهایی       |  | هر کرا هست غم او غم تنهایی نیست      |
| ای دل ار عاشقی از طعنه میندیش که ذوق |  | نتوان یافت ز عشقی که برسوایی نیست    |
| ای که داری سر سودای تجارت بی‌نفع      |  | هیچ سرمایه به از جوهر دانایی نیست    |
| صبر در عشق تو کاریست پسندیده ولی     |  | کرده‌ام تجربه کار من شیدایی نیست      |
| مشو از دیدهٔ خونبار فضولی غایب        |  | که درو بی گل روی تو شکیبایی نیست     |

## برای مطالعۀ بیشتر

#### کتاب‌های مرجع
- تحفهٔ سامی. سام. تهران. ۱۳۶.
- مجمع الخواص. صادقی. ۱۰۵.
- تذکره شعرای نصرآبادی. (۵۲۰–۵۱۹).
- تاریخ ادوارد براودن. ادوارد براون. (۱۵۹–۱۵۸).
- نگارستان سخن نور ۷۷-مقدمه
- آتشکدهٔ آذر. ۱۷۳.
- سفینهٔ خوشگو. حرف ف.
- ریاض الجنة زنوزی روضه پنجم قسم دوم ۹۰۰ (ب) الف شعبهٔ ثانیه
- روز روشن صبا. ۵۳۵.

#### سایر کتاب‌ها
- کتاب‌شناسی فضولی، رضا مهدوی‌فر. کتاب‌خانه ملی، تهران، ۱۳۷۱.
- ذبیح‌الله صفا، تاریخ ادبیات در ایران، تهران، ۱۳۶۷، ج ۲–۵ صفحهٔ ۶۷۴.
- پایاننامه: بررسی تطبیقی مضامین مشترک و متفاوت عرفانی دیوان‌های فارسی و ترکی فضولی با دیوان حافظ از غلامرضا ضیایی نیری جهت اخذ درجه کارشناسی ارشد ادبیات فارسی استاد راهنما: دکتر ایوب کوشان استادیار رشته ادبیات فارسی دانشگاه آزاد اسلامی تبریز

#### مقالات و سخنرانی‌ها
- «پژوهشگاه اطلاعات و مدارک ایران». بایگانی‌شده از اصلی در ۴ آوریل ۲۰۰۷. دریافت‌شده در ۲۰ ژانویه ۲۰۰۸.
- متن سخنرانی مهندس میرسلیم - وزیر وقت فرهنگ و ارشاد اسلامی به مناسبت مجمع بزرگداشت مولانا محمد فضولی، مصطفی میرسلیم
- اثرپذیری فضولی از سعدی و شعرای دیگر، جواد هیئت
- فلکلریاندی آهیمدان… (فولکلور از آه من سوخت…)، یاشار قارایف
- بدایع اندیشه‌های شیعی در آفرینش ادبی ملامحمد فضولی، علی‌اکبر ولایتی
- فضولی و جامی از جمهوری آذربایجان، نوشابه آراسلی
- امثال و حکم در آثار فضولی، رحیم چاوشی
- فضولی اثر لرینده خالق یاداد یجیلیغی عنعنه لری (آداب و سنن توده در آثار فضولی)، بهلول عبدالله
- موسیقی در شعر فضولی، منصوره ثابت‌زاده
- نقد و بررسی (تحلیل) اشعار ترکی ملا محمد فضولی بغدادی، جلیل مسگرنژاد
- کؤنول پنجره سیندن (از دریچهٔ دل)، عباسعلی یحیوی (ایلچی)
- زندگی فضولی بغدادی یا نگاهی به مقدمه دیوان، نصرت‌الله فروهر
- شعر عنصر و فضولی شعرینده… (عنصر شعر در شعر فضولی)، بهرام اسدی
- انسان کامل از دیدگاه فضولی در رند و زاهد، فریده کریمی‌موغاری
- نکاتی چند دربارهٔ زندگی محمد فضولی، جلال خسروشاهی
- زلالی از چشمهٔ خورشید، علی‌اصغر شعردوست
- فضولی و شعر او، مقدم‌علوی
- نگاهی به شعرهای ترکی فضولی، میر صالح حسینی
- محمدسلیمان بن فضولی در تألیفات دانشمندان، یحیی خان‌محمدی‌آذری
- فضولی، شاعر عشق و عرفان، مصطفی مجرد
- داستان پیامبران در دیوان اشعار فضولی، حمید طبیبیان
- ادبیات داستانی در شعر فضولی، محمدباقر نجف‌زاده‌بارفروش
- فضولی، محیط، زندگانی و شخصیت او، ترجمهٔ دکتر ع. خیامپور، نشریه دانشکده ادبیات تبریز، سال سوم، ش ۱ و ۲.
- مقایسه پیر در شعر حافظ و دیوان‌های حکیم فضولی دوره ۶، شماره ۲۱، بهار ۱۳۹۱، صفحه ۱۵۹–۱۸۸ ایوب کوشان؛ غلامرضا ضیایی http://clq.iranjournals.ir فصلنامه مطالعات ادبیات تطبیقی دانشگاه آزاد اسلامی واحد جیرفت